# 소지법
소지법(所知法)은 알아야 할 법 · 알아야 할 바 또는 알아야 할 모든 앎(all knowledge)을 뜻하며, 줄여서 소지(所知)라고도 한다. 부파불교와 대승불교의 교학에 따르면, 소지법이란 곧 일체법(一切法)이다. 즉 모든 유위법 · 무위법 전체 또는 모든 유루법 · 무루법 전체가 곧 소지법이다. 달리 말하면, 색법 · 심법 · 심소법 · 심불상응행법 · 무위법의 5위(五位)의 전체가 곧 일체법, 소지법, 즉 알아야 할 모든 것이다.

## 설일체유부
부파불교의 설일체유부의 교학에 따르면,
소지법(所知法) 즉 알아야 할 법은 《아비달마품류족론》 제5권에 나열된 1법(一法)들인 소지법(所知法) · 소식법(所識法) · 소통달법(所通達法) · 소연법(所緣法) · 증상법(增上法) 가운데 하나이다.
부파불교의 설일체유부의 논서 《아비달마품류족론》 제6권에 따르면, 소지법(所知法) 즉 알아야 할 법이란 곧 일체법(一切法)이다. 즉, 소지법은 지소지수기사(智所知隨其事) 즉 지혜[智]로써 알게 되는 법(法)으로서 각각의 지혜에 해당되는 것[事]을 말하며, 이들 전체는 곧 일체법(一切法)이다.
보다 구체적으로는 소지법은 다음을 말한다.
- 고지(苦智)로써 고(苦) 즉 괴로움을 아는 것
- 집지(集智)로써 집(集) 즉 괴로움의 원인을 아는 것
- 멸지(滅智)로써 멸(滅) 즉 괴로움의 소멸을 아는 것
- 도지(道智)로써 도(道) 즉 괴로움의 소멸에 이르는 길을 아는 것
- 선세속지(善世俗智) 즉 착한 세속지(世俗智)로써 고(苦) · 집(集) · 멸(滅) · 도(道)와 허공(虛空) · 비택멸(非擇滅)을 아는 것

## 유식유가행파
대승불교의 유식유가행파의 교학에 따르면,
소지법(所知法) 즉 알아야 할 법이란 일체법의 3가지 모습 · 상태 또는 성질인 변계소집성(遍計所執性) · 의타기성(依他起性) · 원성실성(圓成實性)의 3성(三性)을 말한다. 또한, 유식유가행파의 주요 논서들인 《섭대승론석》 제1권과 《성유식론》 제3권에 따르면, 소지(所知) 즉 알아야 할 바 즉 3성(三性)이란 염정(染淨), 즉 염(染)과 정(淨), 즉 잡염법과 청정법을 말한다.
즉, 3성(三性)은 수행자가 수행을 통해 그 성질을 앎으로써 벗어나야 할 성질은 벗어나고 성취해야 할 성질은 성취해야 하는 그러한 3가지 성질이며, 또한 이 3가지 성질이 수행자가 깨우치는 모든 것이라는 것을 의미한다. 그리고 이들 3성(三性) 즉 알아야 할 법 즉 모든 잡염법과 청정법은 모두 그 의지처 즉 발동근거가 제8아뢰야식이기 때문에 제8아뢰야식을, '알아야 할 바의 의지처'라는 뜻에서 소지의(所知依)라고도 부른다.

## 같이 보기
- 1법
- 소연경
- 소연경의 목록
- 아뢰야식#소지의
- 삼성 (유식)
- 소지장

## 참고 문헌
- 곽철환 (2003). 《시공 불교사전》. 시공사 / 네이버 지식백과. |title=에 외부 링크가 있음 (도움말)
- 미륵 지음, 현장 한역, 강명희 번역 (K.614, T.1579). 《유가사지론》. 한글대장경 검색시스템 - 전자불전연구소 / 동국역경원. K.570(15-465), T.1579(30-279). |title=에 외부 링크가 있음 (도움말)
- 세친 지음, 현장 한역, 권오민 번역 (K.955, T.1558). 《아비달마구사론》. 한글대장경 검색시스템 - 전자불전연구소 / 동국역경원. K.955(27-453), T.1558(29-1). |title=에 외부 링크가 있음 (도움말)
- 운허.  동국역경원 편집, 편집. 《불교 사전》. |title=에 외부 링크가 있음 (도움말)
- (영어) DDB. 《Digital Dictionary of Buddhism (電子佛教辭典)》. Edited by A. Charles Muller. |title=에 외부 링크가 있음 (도움말)
- (중국어) 미륵 조, 현장 한역 (T.1579). 《유가사지론(瑜伽師地論)》. 대정신수대장경. T30, No. 1579. CBETA. |title=에 외부 링크가 있음 (도움말)
- (중국어) 佛門網. 《佛學辭典(불학사전)》. |title=에 외부 링크가 있음 (도움말)
- (중국어) 星雲. 《佛光大辭典(불광대사전)》 3판. |title=에 외부 링크가 있음 (도움말)
- (중국어) 세친 조, 현장 한역 (T.1558). 《아비달마구사론(阿毘達磨俱舍論)》. 대정신수대장경. T29, No. 1558, CBETA. |title=에 외부 링크가 있음 (도움말)